# Pyramiderne ved Güímar
Pyramiderne ved Güímar består af seks pyramider i byen Güímar på Tenerife (De Kanariske Øer, Spanien). De trappe-formede pyramider har rektangulære baser.
I lang tid troede man, at pyramiderne blev foretaget, fordi man fulgte den gamle kanariske praksis at stable sten langs kanten af agerne, mens felterne blev pløjet. Ifølge lokalbefolkningen, og som der også vises på ældre fotografier, findes pyramider som ligner mange steder i De Kanariske Øer. Pyramiderne blev anset for at være af ringe interesse, blokke af dem var let tilgængelige og ofte brugt til byggemateriale.

## Thor Heyerdahl
I 1991 undersøgte den norske opdagelsesrejsende og videnskabsmand Thor Heyerdahl pyramiderne. Han erklærede, at de ikke kunne være tilfældige stensættinger. For eksempel bærer hjørnestenene tegn på at have været behandlet. Agerjord blev givet til før pyramiderne blev bygget. De består endvidere ikke af lokale sten, men af lava. Heyerdahl opdagede også pyramidernes astrologiske betydning og orientering. Ved sommersolhverv kan solnedgang bag to nærliggende toppe ses på én gang fra den højeste pyramide. Alle pyramiderne har også vestvendte trin, hvor man præcist kan følge vintersolhverv.

### Heyerdahls teori
Heyerdal udviklede sin teori om, at De Kanariske Øer i en fjern fortid var et hop ("springbræt") mellem Amerika og områderne omkring Middelhavet. Den hurtigste måde at rejse mellem kontinenterne var via De Kanariske Øer. Heyerdahl ville vise med sin ekspedition med papyrus skibet Ra II en rejse, der var muligt med ældre tiders fartøjer.
Heyerdahl lykkedes dog ikke at bestemme alderen af pyramiderne i Güímar eller bevise hvem der engang byggede dem. De første arkæologiske udgravninger foretaget af University of La Laguna konkluderede, at pyramiderne blev bygget i nyere tid, senest 1800. Pyramiderne står på et lag af jord, der indeholder importeret arkæologisk materiale (rester af keramik), der kom fra 1800-tallet.

## Park og informationscenter
I 1998 udgjorde en 65.000 kvadratmeter areal omkring pyramiderne i en etnologisk park og informationscenter. Centeret informerer om Heyerdahls teorier og hans ekspeditioner. Der er også nøjagtigt rekonstrueret version af Ra II. En væsentlig økonomisk bidragyder til centret og parken var Heyerdahls ven, den norske skibsreder Fred Olsen.